# Шимшек, Кенан
Кенан Шимшек (тур. Kenan Şimşek; род. 1 января 1968, Орду или Орду) — турецкий борец вольного стиля, призёр чемпионатов Европы, серебряный призёр летних Олимпийских игр 1992 года в Барселоне.

## Карьера
Выступал в полутяжёлой (до 90 кг) и тяжёлой (до 100 кг) весовых категориях. Победитель Средиземноморских игр 1991 года в Афинах. Бронзовый призёр чемпионатов Европы 1990, 1992 и 1993 годов.
На летних Олимпийских играх 1992 года в Барселоне Кенан победил венгра Габора Тота, пуэрториканца Даниэля Санчеса, поляка Марека Гармулевича, иранца Аюба Банинсрата, монгола Пунцагиина Сюхбата и стал победителем своей подгруппы. В финальной схватке турок проиграл выступавшему за объединённую команду Махарбеку Хадарцеву и завоевал олимпийское серебро.